# Agensi socijalizacije
Agensi ili posrednici socijalizacije  su pojedinci, grupe ili institucije u čijim okvirima se odigravaju procesi značajni za socijalizaciju. Pojam socijalizacija odnosi se na proces tokom kog se uči kultura određenog društva u okviru kog pojedinac nastoji da stekne određeni društveni položaj i učestvuje u različitim aspektima društvene stvarnosti. Proces socijalizacije traje tokom čitavog života pojedinca, podrazumeva prenošenje shvatanja, vrednosti i normi određenog društva uz pomoć interakcije na svakodnevnom nivou, posredstvom usvajanja tih sadržaja pojedinac formira sopstveni identitet i postaje član društva. Ciljevi socijalizacije se ostvaruju kroz socijalno učenje, čije glavno obeležje predstavljaju akteri poput osoba, grupa i društvenih institucija.

### Vrste agensa socijalizacije
U zavisnosti od faze socijalizacije mogu se izdvojiti različiti uticajni agensi socijalizacije. Moguće je razlikovati dve faze socijalizacije: primarnu i sekundarnu. Kada je reč o primarnoj fazi, koja predstavlja najintenzivniji period procesa učenja kulture i odnosi se na period ranog detinjstva, porodica je naročito značajan posrednik. U okvirima sekundarne socijalizacije uticaj koji je porodica imala na pojedinca i njegovo članstvo u društvu preuzimaju drugi agensi u okviru kojih se kao najuticajniji izdvajaju škola, vršnjaci, društvene organizacije, masovni mediji.

#### Porodica
Porodica kao primarna grupa preciznije se definiše na osnovu dva svojstva: zajedničkog života članova i postojanja srodničkih veza između njih. Pored mnogih funkcija koja je porodica imala u prošlosti (ekonomska, edukativna, vaspitna, rekreativna, protektivna), socijalizatorska i reproduktivna funkcija su se izdvojile kao naročito značajne. U okviru socijalizatorske funkcije uloga porodice se zasniva najpre na prenošenju prihvaćenih shvatanja o oblicima ponašanja i karakteristikama ličnosti u kontekstu određenog društva. Uslovi porodičnog života imaju veliki uticaj na formiranje ličnosti i poimanje društva. Društveno nepoželjne osobine ličnosti najčešće su posledica nepovoljnih okolnosti porodičnog života u ranom detinjstvu, odnosno u periodu primarne socijalizacije. 

#### Škola
Stupanjem u školski sistem pojedinac stvara uslove za integraciju u širu društvenu grupu nego što je to bila porodica, dobija drugačiji status na osnovu uloga koje preuzima. Posredstvom vaspitne i obrazovne funkcije koju vrši, škola ima veliki uticaj na socijalno učenje i formiranje ličnosti.  Bitna razlika u odnosu  na socijalizaciju u okviru porodice je što škola se na sistematski i organizovan način utiče na sticanje znanja, veština i formiranje stavova.

#### Vršnjaci
Vršnjačku grupu čine pojedinci koji se međusobno druže, slične su starosti i istih interesa. Sličnost između članova vršnjačke grupe ispoljava se i u pogledu vrednosti koje internalizuju i stavova koje formiraju.Uticaj vršnjaka ispoljava se i kroz način izražavanja, oblačenja ili pak aktivnosti tokom slobodnog vremena. Izbori koje pojedinci čine takođe se nalaze pod uticajem vrednosti zastupljenih među vršnjacima, među kojima se može pronaći i usmerenost ka prestupništvu. 

#### Društvene organizacije
Društvene organizacije najpre utiču na usvajanje određenih stavova  i razvijanje interesovanja. Razlog osnivanja ovih organizacija je postizanje ciljeva ili zalaganje za određene stavove i vrednosti, koje mogu biti opšte i usko određene. Članstvo u društvenoj organizaciji se ne podrazumeva i nije obavezno, već je najčešće u skladu sa interesovanjima pojedinca koji im pristupa. 

#### Masovni mediji
Precizno određenje pojma masovnih medija ili sredstava masovnog komuniciranja je teško utvrditi ako uzmemo u obzir činjenicu da postoji veliki broj njihovih pojavnih oblika, poput štampe, radija, televizije, filmova, interneta. Dejstvo masovnih medija na socijalizaciju je značajno zato što masovni mediji dopiru do publike koja obuhvata veliki broj ljudi, sadržaj koji se prenosi  je raznovrstan i samim tim usmeren na različite aspekte života i postoji velika izloženost tim sadržajima.

### Razlika između agensa i izvora socijalizacije
Pored agensa socijalizacije, uticaj na ovaj proces vrše i izvori socijalizacije. Agensi socijalizacije prenose određene sadržaje koji se smatraju obeležjem društva u čijim okvirima se odvija socijalizacija. Za razliku od njih, izvori socijalizacije određuju koja i kakva će se obeležja društva prenositi. Osnovni izvor socijalizacije je kultura ili subkultura kojoj pojedinac pripada, dok se kao posebni izvori mogu navesti društveni sistem i društvena struktura. 

## Literatura
- Rot, Nikola (2008). Osnovi socijalne psihologije. Beograd: Zavod za udžbenike..
- Mimica, A. Bogdanović, M (2007). Sociološki rečnik. Beograd: Zavod za udžbenike.
- Haralambos, M. Holborn, M (2002). Sociologija - teme i perspektive.Zagreb: Golden Marketing.